# Plat, Mežica
Plat este o localitate din comuna Mežica, Slovenia, cu o populație de 70 de locuitori.